# Salada de Azaila
La salada de Azaila es una zona especial de conservación de 56 hectáreas en Azaila (provincia de Teruel, Aragón, España). 
Se articula en torno a una pequeña laguna salada endorreica de carácter transitorio (Hoya del Castillo) en torno a la que se puede observar cinco tipologías de hábitats halófilos y gipsófilos de interés según la Directiva Hábitats. Entre las especies vegetales cabe reseñar a la Salicornia por su abundancia así como al Riella helicophylla (Bory & Mont.) Mont, un musgo en retroceso en el área mediterránea a medida que la intervención humana ha alterado el carácter estacional de otras balsas en la zona. Otras especies vegetales presentes incluyen al Halopeplis amplexicaulis y al Microcnemum coralloides (solo presente en partes de España y de Oriente Medio).
La zona es igualmente refugio para 21 especies de aves, entre las cuales cabe destacar el Pterocles orientalis y el Anthus pratensis, que han llegado a ser considerados como amenazadas. Otras 7 especies (Hirundo rustica, Milvus milvus, Oenanthe hispanica, Pterocles alchata, Alauda arvensis, Burhinus oedicnemus y Calandrella brachydactyla) han sido listadas como casi amenazadas, en retroceso o con población subóptima para su supervivencia en Europa.